# Exploration du Nil sous Néron

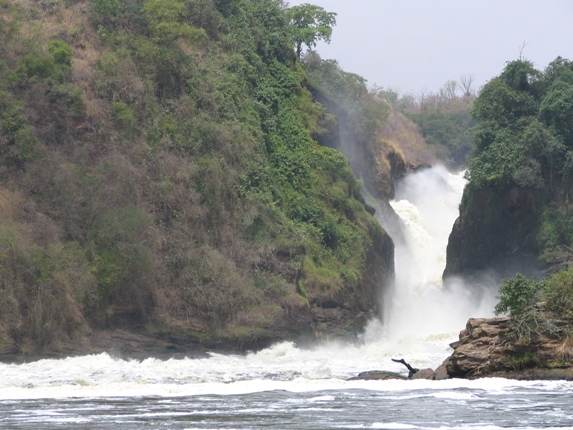
Les chutes Murchison en Ouganda, peut-être atteintes par l'expédition romaine initiée par Néron.

L'exploration romaine du Nil est une tentative de l'Empire romain d'atteindre l'origine du fleuve africain. Désirée par l'empereur Néron, elle est organisée vers 61 apr. J.-C.

## Caractéristiques
Entre 19 av. J.-C. et 86 apr. J.-C., l'Empire romain mène une série d'expéditions à travers le Sahara, afin d'acquérir le contrôle des routes commerciales entre la côte méditerranéenne et l'Afrique subsaharienne. Vers 61 apr. J.-C., l'empereur Néron envoie un détachement de la garde prétorienne remonter le cours du Nil. Selon Sénèque, qui relate l'expédition en 62 apr. J.-C., les légionnaires partent du sud de l'Égypte, sous domination romaine, et naviguent sur le fleuve jusqu'à la ville de Méroé puis atteignent le Sudd où ils éprouvent de grandes difficultés à poursuivre leur exploration. Certains historiens suggèrent que les légionnaires auraient pu atteindre les chutes Murchison dans l'actuel Ouganda, mais la vraisemblance de cet exploit est controversée
Selon la plupart des historiens, l'expédition possède un caractère exploratoire. Les motivations de Néron ne sont toutefois pas connues : pour Sénèque, l'expédition aurait eu pour but d'obtenir des informations sur l'Afrique équatoriale et ses éventuelles richesses. D'autres historiens romains, comme Pline l'Ancien, suggèrent que l'exploration avait pour ambition de préparer une conquête du royaume de Koush. La mort de Néron en 68 apr. J.-C. empêche d'éventuelles explorations ultérieures, ainsi qu'une possible conquête romaine du sud de l'Égypte.